# Girlschool
Girlschool est un groupe de heavy metal britannique, originaire d'Angleterre. Il s'agit d'un des groupes de rock dont tous les membres sont des femmes qui a la plus longue durée d'existence, toujours actif depuis plus de quarante ans,. Il est notamment connu pour ses fréquentes collaborations avec Motörhead.

## Biographie

### Débuts

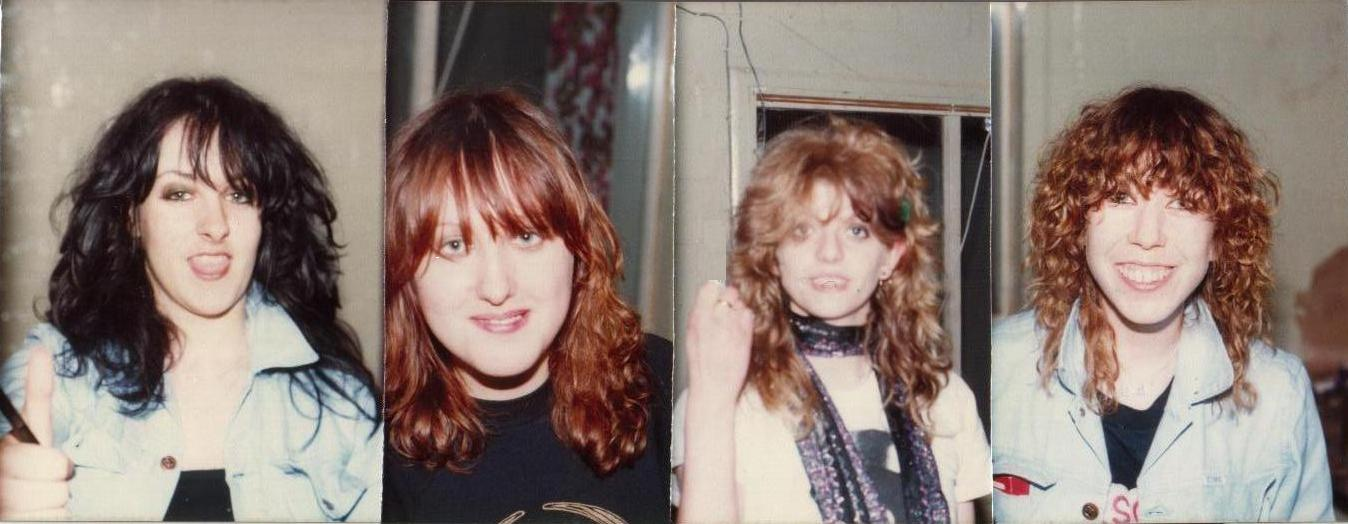
McAuliffe / Williams / Johnson / Dufort, en 1981.

En 1975, la chanteuse-guitariste Kim McAuliffe et la chanteuse-bassiste Enid Williams fondent adolescentes le groupe Painted Lady, avec diverses autres musiciennes au fil des ans, dont la guitariste Deirdre Cartwright (en) (future présentatrice de l'émission télé Rockschool (en)) et l'américaine Kathy Valentine (en) (future bassiste des Go-Go's). Après une période d'inactivité, elles ré-activent le groupe en avril 1978, rejointes par la chanteuse-guitariste Kelly Johnson et la batteuse Denise Dufort, changeant de nom pour Girlschool d'après le titre en face B du single Mull of Kyntyre de Wings sorti l'année précédente.
Le groupe commence à tourner, et sort un premier single, Take It All Away, sur un label indépendant. Lemmy de Motörhead découvre la chanson, et propose au groupe de participer à sa tournée de 1979, lui permettant de signer peu après sur le label Bronze Records. Le groupe sort son premier album Demolition en juin 1980, qui se classe 28e du UK Album Chart, et fonde un fan club, The Barmy Army. Le groupe est vite remarqué par les médias pour sa spécificité de groupe de metal féminin, et tourne dans toute l'Europe, souvent associé à Motorhead, enregistrant avec lui le mini-album St. Valentine's Day Massacre en 1981, qui contient la chanson en commun Please Don't Touch. Le deuxième album Hit and Run sort peu après et connait le succès dans divers pays, se classant 5e au Royaume-Uni. Enid Williams quitte Girlschool en mars 1982, remplacée par la bassiste Gil Weston, avant la sortie du troisième album Screaming Blue Murder, classé 27e. Le groupe fait sa première tournée aux États-Unis, en première partie de Iron Maiden et Scorpions.
En 1983, Girlschool change d'image, adoptant un look plus féminisé avec des compositions plus commerciales, et sort en octobre un quatrième album au son plus élaboré, Play Dirty. Mais le public n'adhère pas à la nouvelle image du groupe, et l'album ne connait pas le succès des précédents. Kelly Johnson, alors souvent listée parmi les meilleures chanteuses et plus belles musiciennes par les magazines britanniques de rock (Sounds, Kerrang!...), quitte brusquement le groupe en fin d'année pour s'installer à Los Angeles, en compagnie de Vicky Blue des Runaways ; elle y formera un temps le groupe mixte World's Cutest Killers, avec Kathy Valentine qui l'avait précédée au sein de Painted Lady / Girlschool.
Privée de son membre le plus populaire, Girlschool se voit aussi débarqué de sa maison de disque en quasi-faillite. Deux nouveaux membres sont embauchés en remplacement début 1984, la chanteuse-claviériste Jackie Bodimead et la guitariste Cris Bonacci (en), toutes deux ex-membres du groupe féminin She, et la nouvelle formation à cinq membres signe sur le label américain Mercury Records. Cette formation ne sortira qu'un seul album, Running Wild, son cinquième album, au son toujours commercial, qui sort en février 1985 mais uniquement aux États-Unis, et est un échec, faute de promotion et de sortie internationale. Une première vidéo du groupe en concert sort aussi aux États-Unis durant l'année,  Play Dirty Live. Faute de succès, Jackie Bodimead quitte en fin d'année le groupe, qui perd aussi son contrat avec Mercury.
Girlschool redevient un quatuor, Kim McAuliffe demeurant alors l'unique chanteuse. Le groupe signe chez GWR Records et sort en juillet 1986 un sixième album dans le style musical des premiers, Nightmare at Maple Cross, qui ne connait pas non plus le succès. Gil Weston-Jones, mariée, quitte à son tour le groupe début 1987 pour des raisons familiales, et est remplacée par Tracey Lamb, ex-Rock Goddess et ex-She. Un septième album sort en octobre 1988, Take a Bite, mais faute de succès, le contrat du groupe n'est pas renouvelé en 1989, et Girlschool se met officieusement en pause en fin d'année.
En 1990 Cris Bonacci joue de son côté avec Toyah Willcox. Cette année-là, McAuliffe, Bonacci, Dufort et l'ex-bassiste Enid Williams forment avec Willcox le groupe temporaire She-Devils à l'occasion d'un festival musical féminin. McAuliffe, Bonacci, Williams et Willcox continuent à tourner ensemble en 1991 et 1992, cette fois sous le nom Strange Girls.
McAuliffe, Bonacci et Dufort ré-activent Girlschool en 1992, avec Jackie Carrera en remplacement de Tracey Lamb qui ne rempile d'abord pas, et le groupe sort un huitième album autoproduit, simplement nommé Girlschool. Tracey Lamb revient cependant remplacer Carrera qui quitte rapidement le groupe. En fin d'année, c'est Cris Bonacci qui part à son tour, remplacée par celle à qui elle avait succédé neuf ans auparavant, Kelly Johnson. Le groupe ne sortira plus d'autres albums studio pendant longtemps, se consacrant exclusivement aux tournées, uniquement porté par les nombreuses compilations de leurs anciens titres qui sortent régulièrement sur leurs anciens labels durant les années 1990. En 1995 sort cependant un premier album live du groupe, Girlschool Live.

### Années 2000 et 2010
Kelly Johnson quitte à nouveau le groupe en 2000, à l'amiable, et est remplacée par Jackie Chambers. Tracey Lamb part également la même année, et est remplacée par Enid Williams, de retour au sein du groupe après 18 ans d'absence. Un nouvel album sort en 2002, 21st Anniversary : Not That Innocent, dont la plupart des titres ont en fait été enregistrés trois ans auparavant avec la formation d'alors, sans Williams et Chambers. La nouvelle formation sort finalement un album en 2004, Believe, à la distribution limitée.
L'ex-membre Kelly Johnson meurt d'un cancer le 15 juillet 2007 à 49 ans, et Girlschool donne dans l'année un concert en son honneur avec d'anciens membres et amis, ainsi qu'un concert en faveur de la recherche contre le cancer. L'album Legacy qui sort en octobre 2008 lui rend hommage avec la chanson Legend, tout en célébrant le trentième anniversaire du groupe qui fait de lui le doyen des groupes de rock féminin en activité.
En 2011, à l'occasion du trentième anniversaire de la sortie de son plus fameux album, Hit and Run, le groupe le ré-enregistre et le ressort sous le titre Hit and Run – Revisited. En 2015, Girlschool publie Guilty as Sin, son dernier album avec Enid Williams. Le 29 janvier 2019, Girlschool se sépare définitivement de la co-chanteuse et bassiste Williams et fait de Tracey Lamb, qui a d'abord rejoint le groupe en tant que bassiste intérimaire, son successeur officiel. Cette dernière est remplacée en 2024 par Olivia Airey du groupe suédois Maggot Heart.

## Membres

### Membres actuels
- Kim McAuliffe - guitare, chant (depuis 1978)
- Denise Dufort - batterie (depuis 1978)
- Olivia Airey - basse (depuis 2024)
- Jackie Chambers - guitare (depuis 2000)

### Anciens membres
- Enid Williams - basse, chant (1978-1982, 2000–2019)
- Kelly Johnson - guitare, chant (1978-1983, 1993-2000 ; décédée le 15 juillet 2007)
- Gil Weston - basse (1982-1987)
- Cris Bonacci - guitare (1984-1992)
- Jackie Bodimead - chant et claviers (1984-1985)
- Jackie Carrera - basse (1992)
- Tracey Lamb (ex-Rock Goddess) - basse (1987-2000, sauf 1992, 2019-2024)

## Discographie

### Albums studio
Mini Albums
Albums live